# Antioquia
Pour les articles homonymes, voir Antioquia (homonymie).
Antioquia est l'un des trente-deux départements de Colombie ; il est situé dans le nord-ouest du pays.

## Toponymie
Le département d’Antioquia tire son nom de celui de sa première capitale, fondée en 1541 : Antioquia, ou Santa Fé de Antioquia, selon les époques et les habitudes.
Si certains soutiennent qu’Antioquia provient d’un mot indigène signifiant « montagne d’or », cette assertion n'a été confirmée par aucune étude sur les langues indiennes de la région. L’origine du nom d’Antioquia fait en réalité peu de doutes : la Colombie, contrairement au Pérou, a conservé peu de toponymes autochtones (Zipaquirá, Maicao...). Les conquistadors et les créoles, pour nommer les villes et villages qu’ils fondaient, ont le plus souvent puisé dans cinq sources : caractéristiques du lieu (Jardín, Valparaíso...) ; noms de saints ou religieux (souvent assorti d'une précision : Santiago de Cali, El Carmen de Viboral…) ; patronymes de fondateurs, de grands personnages, de héros de l'indépendance (Donmatías, Girardota…) ; de toponymes espagnols (Medellín, Cartagena...) ; noms provenant de l’histoire antique, et en premier lieu de l’histoire sainte (Palestina, Jericó…).
Les fondateurs de Santa Fé de Antioquia ont probablement usé de la forme castillane de l’Antiókheia antique (Antioche), ville et province importante des premiers temps du christianisme : nommée ainsi par Séleucos Ier Nicator, fondateur de la ville, du royaume et de la dynastie seleucides, en l'honneur de son père Antiochos de Macédoine, c'est le premier foyer chrétien non juif, comme l'indiquent les Actes des Apôtres.
Le nom d’Antiochos lui-même est lui-même dérivé du grec ancien ἔχω / ékhō, « prendre, diriger », et au-delà, de l’indo-européen commun *seǵʰ- (avoir, posséder, victoire - cf. le gaulois Segovia, le latin Segesta, l’allemand Sieg).

## Histoire
Deux grands familles linguistiques habitèrent ces terres à l’époque pré-hispanique : les Chibchas et les Caraïbes. Ces derniers arrivèrent depuis le Brésil et obligèrent les Chibchas à se replier dans la montagne.
Lors de l'arrivée des Espagnols, ce territoire était peuplé par divers groupes descendant de ces deux familles ; parmi eux les Catíos, les Nutabaes et les Tahamies formaient les groupes les plus importants. Même si les indigènes étaient nombreux et si leur bravoure et leurs coutumes guerrières étaient reconnues, ils furent dominés par les ibériques dans le processus de conquête et de colonisation. Des affrontements très violents se produisirent et les indigènes furent nombreux à se suicider plutôt que d'accepter la soumission.
En 1541, Jorge Robledo quitta Anserma pour une exploration vers le nord de la rive droite du río Cauca et, en compagnie de ses hommes, il fonda la ville d’Antioquia ; celle-ci fut reconstruite un an plus tard par Juan Cabrera du côté ouest du fleuve, et en 1587 par Gaspar de Rodas à l'emplacement qu’elle occupe maintenant. Elle reçut alors le nom de Santa Fé d’Antioquia et s’érigea comme la nouvelle capitale de la province d’Antioquia, titre qu'elle a conservé jusqu’en 1826, date à laquelle il a été transféré à Medellín.
L'Antioquia a été durement marqué par le conflit entre l’État et les guérillas de gauche. Il est le département colombien à présenter le plus grand nombre de « faux positifs » (civils victimes d'exécutions extrajudiciaires par l'armée) avec environ 25 % des 6 400 cas recensés entre 2002 et 2008 dans le pays.
En juin 2017, le gouvernement colombien demande à l'Institut géographique Agustín Codazzi (officiellement chargé de la cartographie du pays) de suspendre la publication de sa nouvelle carte du département de Chocó car elle contient les villes de Belén de Bajirá, Nuevo Oriente, Macondo et Blanquicet qui appartiennent historiquement au département d'Antioquia.

## Géographie
Le département d'Antioquia se situe dans le nord-ouest de la Colombie, à la limite entre la zone côtière et les montagnes. Il s'étend des Andes jusqu'à la mer des Caraïbes, en traversant les Andes colombiennes. Il possède une frontière avec neuf autres départements : au nord avec les départements de Córdoba et Sucre, à l'ouest avec le département du Chocó, au sud avec le Caldas, le Risaralda et le Cundinamarca, et à l'est avec Santander, Bolívar et Boyacá.
Le département couvre une superficie de 62 869 km2, dont une grande partie montagneuse.
Son point culminant est le Páramo de Frontino (4 080 m), les autres sommets importants étant le Farallones del Citará (3 900 m) et les Cerros plateados (3 700 m).

## Population
Le département compte 5 377 854 habitants, soit une densité de 78 habitants par kilomètre carré.
| 1985      | 1990      | 1995      | 2000      | 2005      | - | - | - | - | - |
| --------- | --------- | --------- | --------- | --------- | - | - | - | - | - |
| 4 118 938 | 4 499 838 | 4 892 418 | 5 289 302 | 5 682 276 | - | - | - | - | - |

Les langues pratiquées sont l'espagnol et plusieurs dialectes indigènes.

### Principales villes
Classement des principales villes du département selon le recensement de 2016.
| Num. | Ville     | Population | - Medellín - Bello - Itagüí - Envigado - Turbo - Rionegro |
| ---- | --------- | ---------- | --------------------------------------------------------- |
| 1    | Medellín  | 2.486.723  | - Medellín - Bello - Itagüí - Envigado - Turbo - Rionegro |
| 2    | Bello     | 464.560    | - Medellín - Bello - Itagüí - Envigado - Turbo - Rionegro |
| 3    | Itagüí    | 270.920    | - Medellín - Bello - Itagüí - Envigado - Turbo - Rionegro |
| 4    | Envigado  | 227.599    | - Medellín - Bello - Itagüí - Envigado - Turbo - Rionegro |
| 5    | Apartadó  | 183.716    | - Medellín - Bello - Itagüí - Envigado - Turbo - Rionegro |
| 6    | Turbo     | 163.525    | - Medellín - Bello - Itagüí - Envigado - Turbo - Rionegro |
| 7    | Rionegro  | 122.231    | - Medellín - Bello - Itagüí - Envigado - Turbo - Rionegro |
| 8    | Caucasia  | 114.902    | - Medellín - Bello - Itagüí - Envigado - Turbo - Rionegro |
| 9    | Caldas    | 78.762     | - Medellín - Bello - Itagüí - Envigado - Turbo - Rionegro |
| 10   | Chigorodó | 78.148     | - Medellín - Bello - Itagüí - Envigado - Turbo - Rionegro |
|      |           |            | - Medellín - Bello - Itagüí - Envigado - Turbo - Rionegro |

## Sous-régions

### Nord
Située sur la chaîne centrale des Andes, cette province riche en lait, eau et végétation comprend dix-sept municipalités : Angostura, Belmira, Briceño, Campamento, Carolina del Príncipe, Don Matías, Entrerríos, Gómez Plata, Guadalupe, Ituango, San Andrés de Cuerquia, San José de la Montaña, San Pedro de los Milagros, Santa Rosa de Osos, Toledo, Yarumal, et Valdivia.

### Nord-est
Cette province, qui s’étend sur les versants orientaux de la chaîne centrale de la cordillère des Andes et sur 8 544 km2 de superficie, comprend dix municipalités : Amalfi, Anorí, Cisneros, Remedios, Santo Domingo, San Roque, Segovia, Vegachí, Yalí et Yolombó.

### Ouest
L'ouest du département est situé entre les chaînes occidentale et centrale ; cette province comprend dix-huit municipalités : Abriaquí, Anzá, Armenia, Buriticá, Cañasgordas, Dabeiba, Ebéjico, Frontino, Giraldo, Heliconia, Liborina, Olaya, Peque, Sabanalarga, San Jerónimo, Santa Fe de Antioquia, Sopetrán et Uramita.

### Est
L’est du département d’Antioquia comprend vingt-trois municipalités : Abejorral, Alejandría, Argelia, Cocorná, Concepción, El Carmen de Viboral, El Peñol, El Retiro, El Santuario, Granada, Guarne, Guatapé, La Ceja, La Unión, Marinilla, Rionegro, Nariño, San Carlos, San Francisco, San Luis, San Rafael, San Vicente et Sonsón.

### Sud-ouest
Le sud-ouest antioquien comprend vingt-quatre municipalités : Amagá, Andes, Angelópolis, Betania, Betulia, Caicedo, Caramanta, Ciudad Bolívar, Concordia, Fredonia, Hispania, Jardín, Jericó, La Pintada, Montebello, Pueblorrico, Salgar, Santa Bárbara, Támesis, Tarso, Titiribí, Urrao, Valparaíso, et Venecia.

### Uraba
Située dans le nord-ouest, l'Uraba est la principale zone de production bananière de Colombie ; elle comprend onze municipalités regroupées en trois zones :
- zone nord : Arboletes, Necoclí, San Juan de Urabá et San Pedro de Urabá, avec des terres consacrées à l’élevage ;
- zone centrale : Apartadó, Carepa, Chigorodó et Turbo ; c’est là que l'on trouve l'activité agricole la plus importante ;
- zone sud : Murindó, Mutatá et Vigía del Fuerte, riche en biodiversité et en jungle naturelle.

### Bas Cauca
Il comprend les municipalités de Caucasia, El Bagre, Nechí, Tarazá, Cáceres et Zaragoza.
Les habitants du Bas Cauca se consacrent principalement aux activités minières, qu’ils complètent avec l’élevage des bêtes, la pisciculture et dans une moindre mesure avec la culture du riz et du sorgho.

### Magdalena-Moyen
Elle comprend les municipalités de Yondó, Puerto Berrío, Maceo, Caracolí, Puerto Nare et Puerto Triunfo.
C’est une province très jeune, car trois de ses municipalités ont été fondées au XXe siècle à la suite de la construction de la voie ferrée d’Antioquia entre Medellín et Puerto Berrío au Magdalena Moyen.

### Vallée d’Aburrá
Entourée de montagnes et traversée par le fleuve Medellín, la vallée d’Aburrá, où se situe Medellín, la capitale du département, comprend aussi neuf autres municipalités : Barbosa, Bello, Caldas, Copacabana, Envigado, Girardota, Itagüí, La Estrella et Sabaneta.

## Appellations
Ce sont les noms sous lesquels on distingue les différentes municipalités du département. Ils dépendent des événements ou tendances qui se passent dans cette zone.
Note : toutes les municipalités ne sont pas incluses ; le département compte 125 municipalités.
1. Abejorral est "la terre de cent hommes" parce que la plupart des gouvernants en étaient issus ;
2. Abriaquí, "aquarelle naturelle" ;
3. Alejandría, "la perle du nord" ;
4. Andes, "villages des rêves" ;
5. Angelópolis, "terre des anges" ;
6. Angostura, "sanctuaire du Père Marianito" ;
7. Anorí, "cime de l’art sur une montagne d’or" ;
8. Anzá, "terrasse sur le fleuve Cauca" ;
9. Apartadó, "empire de richesse bananière" ;
10. Argelia, "villa immortelle" ;
11. Armenia, "petit et ordonné" ;
12. Barbosa, "district avec un goût d'ananas" ;
13. Bello, "ville des artistes" ;
14. Belmira, "empire écologique" ;
15. Betania, "la perle de la cithare" ;
16. Bolívar ou Ciudad Bolívar, "terre des ancêtres" ;
17. Buriticá, "labyrinthe agréable" ;
18. Caldas est connue comme "le ciel rompu" parce que c'est dans la vallée d’Aburrá qu'il pleut le plus ;
19. Campamento, "peuple panelier" (de panela) ;
20. Caracolí, "trésor digne d’être connu" ;
21. Caramanta, "capitale du poncho" ;
22. Carepa, "municipalité modèle d’Urabá"
23. Carolina del Príncipe, "jardin colonial" ;
24. Concepción, "terre de José María Córdova" ;
25. Copacabana, "fondatrice des peuples ;
26. Don Matías est appelée "la Rome paysanne" pour le nombre de vocations sacerdotales parmi sa population ;
27. El Carmen de Viboral, berceau de la céramique artisanale ;
28. El Peñol est "le phénix" parce que la ville originale a été inondée lors de la construction d'un barrage hydroélectrique ;
29. El Santuario, "terre de liberté" ;
30. Entrerríos, "la Suisse colombienne" ;
31. Frontino, "ville douce" ;
32. Gómez Plata, "terre de la cordialité" ;
33. Granada, "village de places" ;
34. Guadalupe, "lumière entre les montagnes" ;
35. Guatapé, "paradis touristique" ;
36. Heliconia, "village de selle" ;
37. Hispania, "terre des savants" ;
38. Itagüí, "capitale industrielle" ;
39. Jericó, "Athènes du sud-ouest" ;
40. La Estrella, "ville verte" ;
41. La Pintada, "le meilleur coin" ;
42. La Unión, "empire panelier" ;
43. Liborina, "villages des parcs" ;
44. Marinilla, "l’Esparta colombienne" ;
45. Medellín, "ville de l'éternel printemps" ;
46. Montebello, "peuple instruit" ;
47. Murindó, "synonyme de supération" ;
48. Mutatá, "vallée des pierres" ;
49. Nariño, "balcon d’Antioquia" ;
50. Necoclí, "ville historique" ;
51. Olaya est "gentil comme la violette" ;
52. Peque, "vraie capitale de la montagne" ;
53. Remedios, "village ancestral" ;
54. Rionegro, "berceau de la démocratie" ;
55. Sabaneta, "petite vallée de charme" ;
56. Salgar, "le petit Medellín" ;
57. San Andrés de Cuerquia, "paysage de paix et d'écologie" ;
58. San Carlos, "ville lumière" ;
59. San Francisco, "balcon du Magdalena" ;
60. San José de la Montaña, "paradis vert du nord de l'Antioquia" ;
61. San Luis, "perle verte" ;
62. San Pedro de los Milagros est "la Sixtine d’Antioquia" ;
63. San Rafael, "capitale hydroélectrique de la Colombie" ;
64. San Vicente, "capitale de la “cabuya”" (agave) ;
65. Santa Bárbara, "balcon des beaux paysages" ;
66. Santa Rosa de Osos est la "ville éternelle" ;
67. Santo Domingo, "berceau du costumbrismo" ;
68. Segovia, "village fait en or" ;
69. Sonsón, "terre de l’espoir" ;
70. Titiribí, "terre des mineurs" ;
71. Toledo, "peuple de titans" ;
72. Turbo, "terre des crabes et des bananes" ;
73. Uramita est "le berceau du développement agro-communautaire" ;
74. Valdivia, "village sans place" ;
75. Valparaíso, "empire touristique et bovin" ;
76. Vegachí, "peuple avec un goût de miel" ;
77. Venecia, "avant-jardin du sud-ouest" ;
78. Vigía del Fuerte, "balcon du fleuve Atrato" ;
79. Yalí, "ville des trois collines" ;
80. Yarumal, "la sultane du nord" ;
81. Yolombó, "terre de la marquise".